# Laird (Saskatchewan)
Laird es un pueblo canadiense situado en la provincia de Saskatchewan.

## Superficie
Laird tiene una superficie de 1,23 km².

## Demografía
En 2021, tenía 265 habitantes, una densidad poblacional de 215,6 hab./km², y 121 viviendas.